# Aksaï (bras du Don)
Pour les articles homonymes, voir Aksaï (homonymie).
La rivière Aksaï (russe : Аксай) est un bras du Don situé sur sa rive droite dans le sud de la Russie d’Europe. D’une longueur de 79 km, elle arrose les villes de Novotcherkassk et Aksaï.

## Géographie
L’Aksaï se sépare du Don en aval de la stanitsa Melikhovskaïa, à 134 km de son embouchure et le retrouve à hauteur de la ville Aksaï.